# 崔慶磊
崔慶磊（1989年7月12日—），河北保定人，中国男子乒乓球队运动员。曾获得2009年夏季世界大学生运动会男子双打和男子团体冠军，以及2017年亞洲乒乓球錦標賽获得男子团体冠军。